# Готэм (шрифт)
Готэм  (англ. Gotham) — семейство геометрических гротесков, разработанное американской компанией Tobias Frere-Jones в 1998 году. На создание шрифта дизайнеров вдохновили вывески на улицах городов, распространённые в середине XX века, которых особенно много в Нью-Йорке.
Шрифт Готэм изначально разрабатывался по заказу журнала GQ, редакторы которого хотели получить для их издания геометрический гротеск, который бы выглядел «мужским, свежим и новым».
С момента своего создания шрифт Готэм достаточно широко использовался в различных компаниях. Самое значительная из них — предвыборная кампания Барака Обамы в 2008 году. Также Готэм используется в айдентике Всемирного торгового центра 1, который воздвигнут на месте разрушенных Башен Близнецов.
Готэм также использовался в титрах фильмов «Начало» Кристофера Нолана, «Луна» Данкана Джонса, «Боец» Дэвида О. Расселла и «Одинокий мужчина» Тома Форда, а также в оформлении постеров к ним. В разных своих вариациях Готэм используется в геосоциальной сети Foursquare и страниц сайта игры Roblox.